# Дженаццано
Дженаццано (італ. Genazzano) — муніципалітет в Італії, у регіоні Лаціо,  метрополійне місто Рим-Столиця.
Дженаццано розташоване на відстані близько 45 км на схід від Рима.
Населення — 6085 осіб (2014).

## Демографія
Населення за роками:

Станом на 1 січня 2023 року в муніципалітеті офіційно проживало 430 іноземців з 44 країн, серед них 269 громадян країн Євросоюзу та 23 громадяни України.

## Сусідні муніципалітети
- Капраніка-Пренестіна
- Каве
- Коллеферро
- Олевано-Романо
- Паліано
- Рокка-ді-Каве
- Сан-Віто-Романо
- Вальмонтоне